# Villar de Argañán

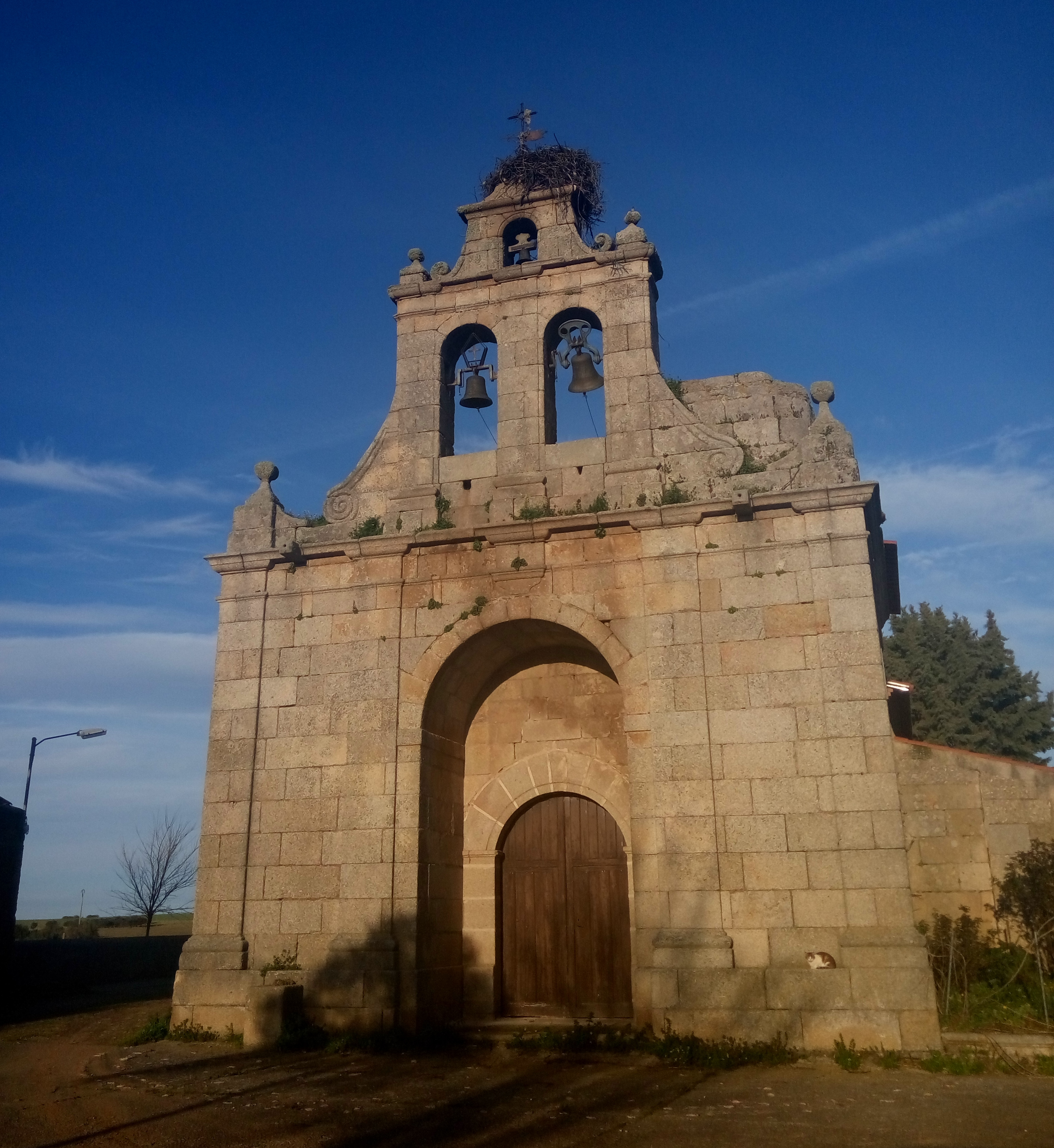
Parochiekerk van Villar de Argañán

Villar de Argañán is een gemeente in de Spaanse provincie Salamanca in de regio Castilië en León met een oppervlakte van 30,02 km². Villar de Argañán telt 89 inwoners (1 januari 2016).

## Demografische ontwikkeling
Bron: INE, 1857-2011: volkstellingen
Opm.: In 1981 werd de gemeente Sexmiro aangehecht